# Comores Aviation
Comores Aviation es una aerolínea con base en Moroni, Comores. Es propiedad privada y efectúa vuelos regulares nacionales, así como vuelos chárter al sur y este de África. Su principal base de operaciones es el Aeropuerto Internacional Príncipe Said Ibrahim, Moroni, con una base secundaria en el Aeropuerto de Ouani.

## Historia
La aerolínea fue fundada en 1996 y comenzó a operar en 1997. Es propiedad de Jean-Marc Heintz (presidente) (70%) y Batouli Heintz (director general) (30%) y tiene 82 empleados (a marzo de 2007).

## Destinos
Comores Aviation efectúa vuelos regulares a los siguientes destinos (a marzo de 2009):
- Comores:
  - Anjouan (Aeropuerto de Ouani) Hub secundario
  - Mohéli (Aeropuerto de Mohéli Bandar Es Eslam)
  - Moroni (Aeropuerto Internacional Príncipe Said Ibrahim) Hub
- Territorios Franceses Foráneos (Mayotte)
  - Dzaoudzi (Aeropuerto Internacional de Dzaoudzi Pamandzi)
- Madagascar
  - Antananarivo (Aeropuerto Ivato)
  - Mahajanga (Aeropuerto Amborovy)
- Tanzania
  - Dar Es Salaam (Aeropuerto Internacional Julius Nyerere)

## Flota
La flota de Comores Aviation incluye los siguientes aviones (a marzo de 2009):
- 1 Embraer 120
- 2 Let L-410 UVP
- 3 BAe 146-200

### Flota retirada
En agosto de 2006 la aerolínea también había operado:
- 1 BAe 748 Series 2B (alquilado a Executive Aerospace de Sudáfrica)